# Luminiscenční vlákna
Luminiscenční vlákna (angl.: glow fibers, něm.: lumineszende Fasern) jsou textilní materiál ze směsi polymeru s luminoforními pigmenty.

## Speciální vlastnosti
Vlákno může absorbovat během 3–10 minut sluneční nebo umělé světlo, které pak vyzařuje po dobu několika hodin. „Nabíjení“ (absorpce) a vyzařování se dá údajně neomezeně opakovat.
Záření není škodlivé, vlákno není toxické.
Vlákna se dají spřádat ve směsích s různými textilními materiály a filamentové i staplové příze se používají na délkové i plošné textilie.

## Způsob výroby
Polymer (polyester, polypropylen nebo polyamid) ve směsi s luminoforními pigmenty se taví, protlačuje tryskou a chladí ve zvlákňovací lázni. Pigmenty jsou anorganické látky (např. fosfáty, sloučeniny wolframu, silikáty aj.) s váhovým podílem např. 0,01–5 %.
Vlákno se vyrábí ve formě filamentu s jemností 1,4–5 dtex a dodává jako příze s 15–50 kapilárami nebo jako stříž s délkou 38–120 mm.

## Použití
- Stříž - staplové příze, netkané textilie (např. umělé kožišiny)
- Filamentové příze – vlásenky, lana, šňůry, závěsy
- Staplové příze – nitě na strojní vyšívání[5], ruční vyšívání[6], na šití, ručně pletací příze, ozdobné tkaniny a pleteniny

## Elektroluminiscenční vlákna
jsou (ve 2. dekádě 21. století) ve stádiu výzkumu.
Jedna z variant je kabílek s jádrem ze sulfidu zinečnatého dopovaného buďto mědí nebo manganem nebo obojím. Vnější drát z fosforu je spojen s velmi tenkou, elektrovodivou fólií. Při průchodu střídavého proudu emituje fosfor světlo. Kabílek má tloušťku 1–5 mm. Senzory obsahující elektroluminiscenční materiál mohou být spojeny s optickými vlákny, které vedou signál k fotodiodě detektoru. 